# Das dreizehnte Dorf
Das dreizehnte Dorf ist ein historischer Roman des französischen Schriftstellers Romain Sardou. Die Geschichte um eine Verschwörung im Hochmittelalter ist das Debüt des Autors. Die Originalausgabe in französischer Sprache erschien 2002 im Verlag XO éditions unter dem Titel Pardonnez nos Offenses. Die deutsche Übersetzung wurde erstmals 2004 im Verlag Blanvalet veröffentlicht.

## Handlung
Als die Mädchen Chrétionnotte und Guillemine im Winter 1284 drei Leichen entdecken, beginnen unheimliche Ereignisse in der französischen Diözese Draguan. Bei den Ermittlungen tauchen Informationen über ein vergessenes dreizehntes Dorf namens Heurteloup auf. Der geheimnisvolle und gefürchtete Bischof Haquin wird ermordet. Ein mutiger Pfarrer in Heurteloup, ein detektivischer Vikar und ein ehemaliger Kreuzritter werden in eine Verschwörung verwickelt.
Der neue Pfarrer Henno Gui entschließt sich nach der Ankunft in Draguan, trotz deutlicher Bedenken seiner Gemeinde nach Heurteloup zu reisen, um das Dorf zu erkunden. Begleitet wird er von dem widerwilligen Küster Premierfait, dem jungen Floris und dem Riesen Mardi-Gras. Die Dorfbewohner bereiten ihnen einen unfreundlichen Empfang und verletzen Premierfait tödlich. Mit Hilfe eines entführten Jungen stellt Gui fest, dass die Menschen eine seltsame Mischung aus Latein und Okzitanisch sprechen. Er beobachtet rituelle Zeremonien und entdeckt ein Weltbild, in dessen Mittelpunkt ein großes Feuer steht.
Gleichzeitig reist der Vikar Chuquet mit den Überresten seines Herrn, von denen er später nur Knochen übrig lässt, nach Paris. Im dortigen Archiv zeigt Corentin Tau großes Interesse an Draguan. Der alte Alcher de Mozat vertraut Chuquet seine Korrespondenz mit Haquin an, darunter einen Brief aus Rom. Chuquet reist weiter nach Troyes, wo er in einem Frauenkloster mit der Schwester des verstorbenen Bischofs, der zurückgezogen lebenden Esclarmonde, spricht. In Troyes wird er von dem Spion Denis Lenfant verfolgt. Nach dem strengen Winter begibt er sich auf den Weg nach Rom.
In der Caput Mundi war auch Enguerran du Grand-Cellier zugegen, um bei Artemidore, dem Kanzler von Papst Martin IV. um Gnade für seinen Sohn zu bitten. Aymard hat das Ansehen der Familie mit Orgien im Orden der Frommen Brüder massiv beschädigt. Der Soldat Gilbert Lorris bringt Aymard nach Rom, wo er zu einer „Reinigung“ im Kloster von Abt Profuturus verurteilt wird.
Es stellt sich heraus, dass Haquin einer geheimen Gruppe angehörte, die sich mit Aristoteles und anderen kirchenfeindlichen Forschungen beschäftigt. Enguerran kauft Grundstücke, um den Einflussbereich der Kirche zu vergrößern. Sein gereinigter Sohn wurde nach der Teilnahme an einer betrügerischen Marienerscheinung als Anführer eines Feldzugs nach Heurteloup ausgewählt. Dort gab es vor vielen Jahren eine spektakuläre Theater-Aufführung. Eine Gruppe von Gauklern inszenierte die Apokalypse nach Johannes.
Nachdem die geheimen Forscher erkannt hatten, dass nicht zum tausendsten Jahrestag von Christi Tod, sondern tausend Jahre nach der Konstantinischen Schenkung von 325 der Weltuntergang bevorstünde, wollte man die Reaktion der Menschen testen. Nach dem Theater verleitete man die Bewohner von Heurteloup zu einem neuen Glauben. Nun vernichtet der Angriff unter Aymards Führung mit einer Feuersbrunst und einem Scheiterhaufen das dreizehnte Dorf.

## Hintergrund
Viele Personen in diesem Roman tragen sprechende Namen. Henno Gui ist eine Anspielung auf Bernardo Gui, den Inquisitor aus dem Umberto Ecos Roman Der Name der Rose. Mardi Gras (fetter Dienstag) erinnert an den Karneval, Lenfant ist das französische Wort für „das Kind“ und Profuturus ist ein Wortspiel mit dem lateinischen „für die Zukunft“.

## Rezensionen
Michael Drewniok von krimi-couch.de erkennt eine Mischung aus einer „verheißungsvolle[n] Kulisse für einen historischen Roman“ in Kombination mit „Elemente[n] des Mystery- und Horrorthrillers“. Er bemängelt „die schiere Unlogik, mit der sich der Handlungsknoten schürzen soll“, und die Oberflächlichkeit vieler Figuren: „Der Verfasser muss zu viele Bälle gleichzeitig jonglieren. Nur selten bleibt ihm die Zeit, konturstarke Protagonisten für sein Spiel zu schnitzen.“
Elke Röhrig von histo-couch.de lobt hingegen die Darstellung der Szenerie und die Vielfalt der Personen: „Romain Sardou beschreibt uns das gesellschaftliche Leben der Landbevölkerung Frankreichs im späten 13. Jahrhundert sehr lebhaft [...] In den einzelnen Personen kommen die verschiedensten Weltanschauungen und Bekenntnisse, Vorstellungen und erforschten Erkenntnisse zum Tragen und der Leser vermag ein wenig von der Stimmung zu erhaschen, die in dieser Zeit geherrscht haben muss.“